# GINZA TANAKA
GINZA TANAKAは、田中貴金属グループ傘下の宝飾品ブランドである。1892年に創業した老舗専門店。

## 歴史
1892年、東京・浅草にて貴金属装身具卸「山崎商店」を山崎亀吉が創業（のちに日本橋に移転）。ダイヤモンド等の輸入・販売を行った。
装身具研究家の井上文人は、その著書「日本嚢物史」(1919年)のなかで、ダイヤモンドを日本で初めて多量に取り扱った人物3名のうちの1名に山崎亀吉を挙げており、「ダイヤモンドの山崎」と称されていた。
明治時代、廃刀令により刀装具をつくれなくなった刀装具職人の多くは装身具づくりに転身していた。1905年、山崎亀吉は日本の職人による貴金属装身具づくりを行う、製造部門「尚工舎」を設立。
1917年、貴族院議員として立場を活かし、日本の貴金属業界の発展を目指して、山崎亀吉は「東京貴金属品製造同業組合」を設立、初代組合長に就任。
1920年、山崎商店の開発責任者、岩田哲三郎が8か月にわたる欧米視察を行う。ニューヨークではティファニーのジョージ・フレデリック・クンツ博士と交流（クンツ博士は「ティファニー・ダイヤモンド」の製作者）。
1923年、岩田哲三郎が、日本初のダイヤモンド専門書「ダイアモンド」を発刊。
イギリスの金品質検定制度「ホールマーク制度」を視察した山崎亀吉は、1925年、日本での金品質検定制度の導入を帝国議会に請願、翌年から実施。この結果、質の悪い金製品は市場から排除された。
また、1925年に山崎亀吉は、日本での指輪サイズの統一基準をつくった。
1926年、銀座に店舗移転。
1930年、山崎商店の経営を田中一郎が引き継ぐ。のちに山崎商店から田中商店に改称。
1935年、ダイヤモンド等の輸入関税率は100%であったが、山崎亀吉らの尽力により税率10%に引き下げられた。
1964年、東京オリンピックのメダルを田中商店が制作。
2002年、ブランド名を「GINZA TANAKA」に統一。

## ブランド哲学
山崎商店の開発責任者、岩田哲三郎が日本初のダイヤモンド専門書「ダイアモンド」(1923年)に記したとおり、創業以来GINZA TANAKAのブランド哲学は、
というものである。

## 紛争ダイヤモンドの排除
国際合意に基づく取引制度である「キンバリープロセス」と「システム オブ ワランティ」を遵守し、紛争地域以外のダイヤモンドを採用している。

## プラチナ品質
世界で流通する貴金属の品位保証のためにロンドン・プラチナ市場が認定する公認審査会社（世界で5社）のうちの1社は田中貴金属グループである。

## デザイン・ものづくり
デザインのために耐久性を犠牲にすることはせず、長年の装身とサイズ直しに耐えられる厚み、つけ心地がよいデザインをポリシーとしている。近年は、ヨーロッパでデザインコンペを開催し、新鋭デザイナーを起用するなど、ヨーロッパのデザインと日本の精巧なものづくりを融合させたコレクションにも注力。指輪等は日本の職人によってつくられ、一部コレクションは鍛造製法によってつくられている。